# Stadio Renato Curi
Stadio Renato Curi dříve Stadio Pian di Massiano je fotbalový stadion v umbriiské Perugii. Byl otevřen v roce 1974 a jeho současná kapacita činí 28 000 diváků. Je pojmenován podle Renata Curiho, fotbalistovi Perugie který 30. 10. 1977 ve věku 24 let během zápasu s Juventusem zemřel na infarkt.